# Pieter Snayers

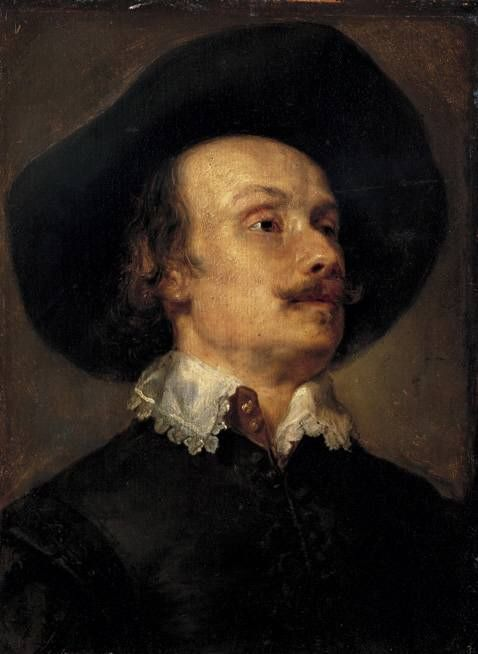
Pieter Snayers (nach einem Gemälde von Anthonis van Dyck)

Pieter Snayers (* 24. November 1592 in Antwerpen; † um 1667 in Brüssel; auch Peeter bzw. Petrus Snayers) war ein flämischer Maler. Bekannt wurde Snayers vor allem durch seine dekorativen und topografisch-analytischen Schlachtenbilder.

## Leben und Werk
Snayers war Schüler von Sebastian Vrancx (1573–1647), der in den Niederlanden als der Erfinder der Schlachtenmalerei gilt. Snayers wurde 1613 Freimeister der Lukasgilde und heiratete die Nichte des Malers Cornelis Schut. 1628 ging er als Hofmaler nach Brüssel, wo Adam Frans van der Meulen sein Schüler wurde. Snayers wurde zum offiziellen Schlachtenmaler des Hauses Habsburg und malte die Siege, ohne je einer Schlacht beigewohnt zu haben. Er fertigte riesige Schlachtenzyklen u. a. für den spanischen Hof, für Erzherzog Leopold Wilhelm, den Grafen Bonaventura von Bucquoy und Ottavio Piccolomini an. Snayers musste über eine große Werkstatt verfügt haben, da er die riesigen Aufträge, diese große Anzahl an monumentalen Schlachtengemälden, gar nicht hätte allein bewältigen können. So malte er die sogenannte Piccolominiserie aus zwölf großformatigen Schlachtengemälden, die sich heute im Heeresgeschichtlichen Museum in Wien befinden, im Zeitraum zwischen 1639 und 1651. Snayers malte aber nicht nur die genannten großen Schlachtenzyklen, sondern auch kleinere Kriegsszenen, Reitergefechte und Jagden.

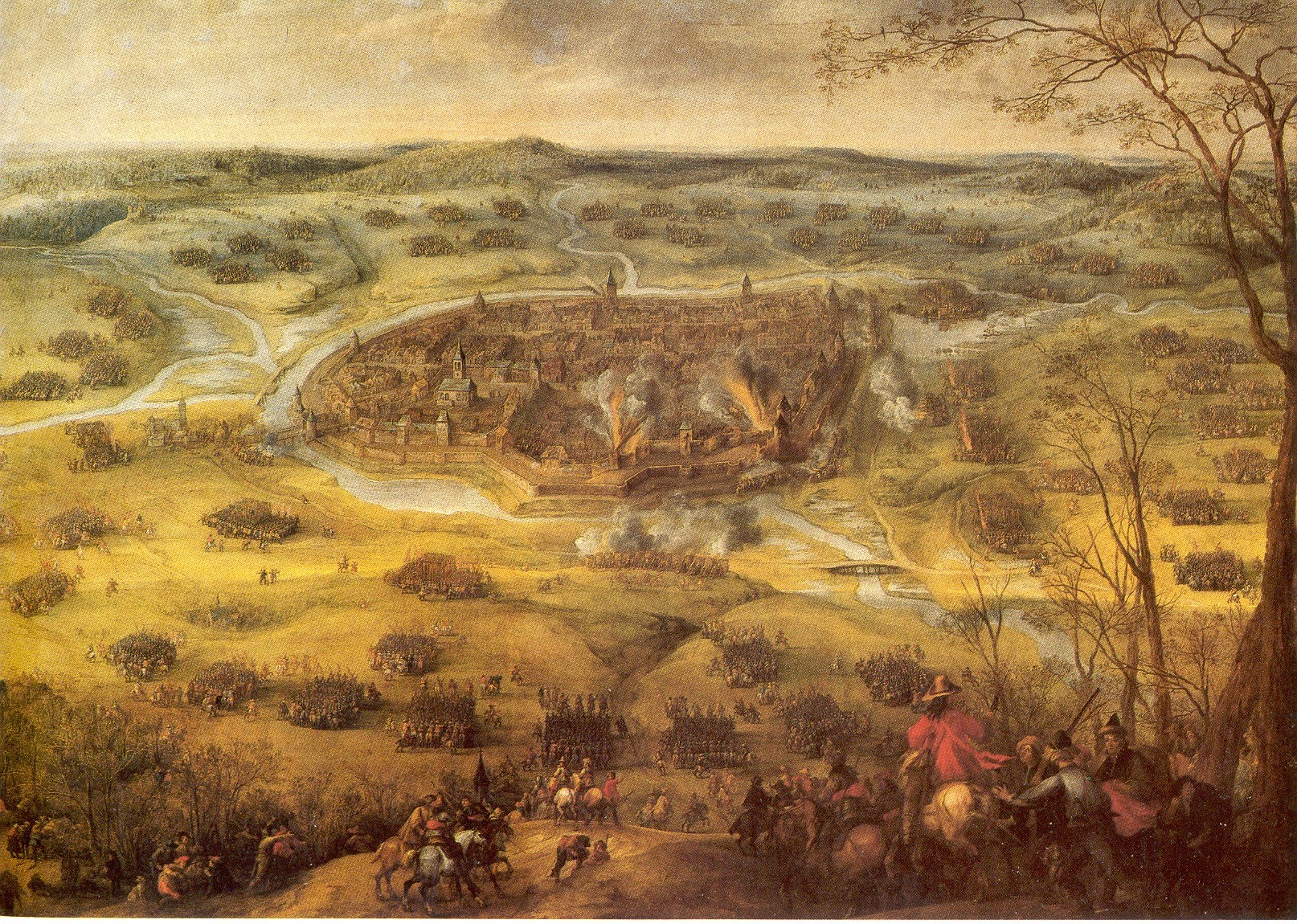
Die Einnahme der Stadt Neunburg am Walde (1645).

## Der Typus der Schlachtengemälde des Pieter Snayers
Von Pieter Snayers ist eine relativ große Anzahl von großflächigen Schlachtengemälden aus dem Dreißigjährigen Krieg erhalten, die zum überwiegenden Teil der Kategorie des topographisch-analytischen Schlachtenbildes zuzuordnen sind. Diese Form der Darstellung war für Fachkreise von Militärs als Zielpublikum bestimmt, gab eine mehr oder weniger unverfälschte Darstellungsweise der historischen Schlacht wieder und stellte das bildliche Gegenstück zu den gedruckten Schlachtenrelationen dar. Pieter Snayers ist wohl der Hauptmeister dieser Bildgattung. Seine Werke zeigen in einer hochhorizontigen Landschaft die militärischen Formationen aus der Vogelschau. Ausgezeichnet wird die Darstellung durch die Genauigkeit, mit der die taktischen Bewegungen der einzelnen Truppengattungen, Pikeniere, Musketiere und Reiterei, aufgezeichnet werden. Snayers, der selbst nie bei einer Schlacht persönlich dabei war, bediente sich meist Stichvorlagen, die von Militäringenieuren wie etwa dem kaiserlichen Ingenieur-Hauptmann Carlo Cappi angefertigt und teilweise von Matthäus Merian im Theatrum Europaeum übernommen und veröffentlicht wurden.

Die Schlacht am Weißen Berg (1620).

Die Gemälde sind in drei Zonen unterteilt: Im Vordergrund sind meist Genrefigur und/oder der kommandierende Feldherr zu sehen. Im Zentrum des Bildes befindet sich die Aufzeichnung der taktischen Manöver der einzelnen militärischen Abteilungen, und im letzten Drittel des Bildes geht die Landschaft in bläulichen Streifen in einen ruhigen Himmel über. Die Größe dieser drei Zonen kann variieren, je nachdem wie viel Platz das Hauptgeschehen in der mittleren Zone beansprucht. In seinen Vordergrundgruppen stellt Pieter Snayers fast alle Aspekte des militärischen Lebens seiner Zeit dar. Dort hat der Soldat, der sich den wund gelaufenen Fuß verbindet (vgl. „Die Schlacht bei Lützen“ Wien, Heeresgeschichtliches Museum), genauso seinen Platz wie der siegreiche Feldherr. In den Darstellungen sind ebenso Marketenderinnen zu finden wie raufende Soldaten – kurz alle Figuren des militärischen Genre. Neben den Schilderungen des Lagerlebens mit Schankzelten sind in diesen Szenen aber auch die Grauen des Krieges und der Tod auf dem Schlachtfeld zu sehen.

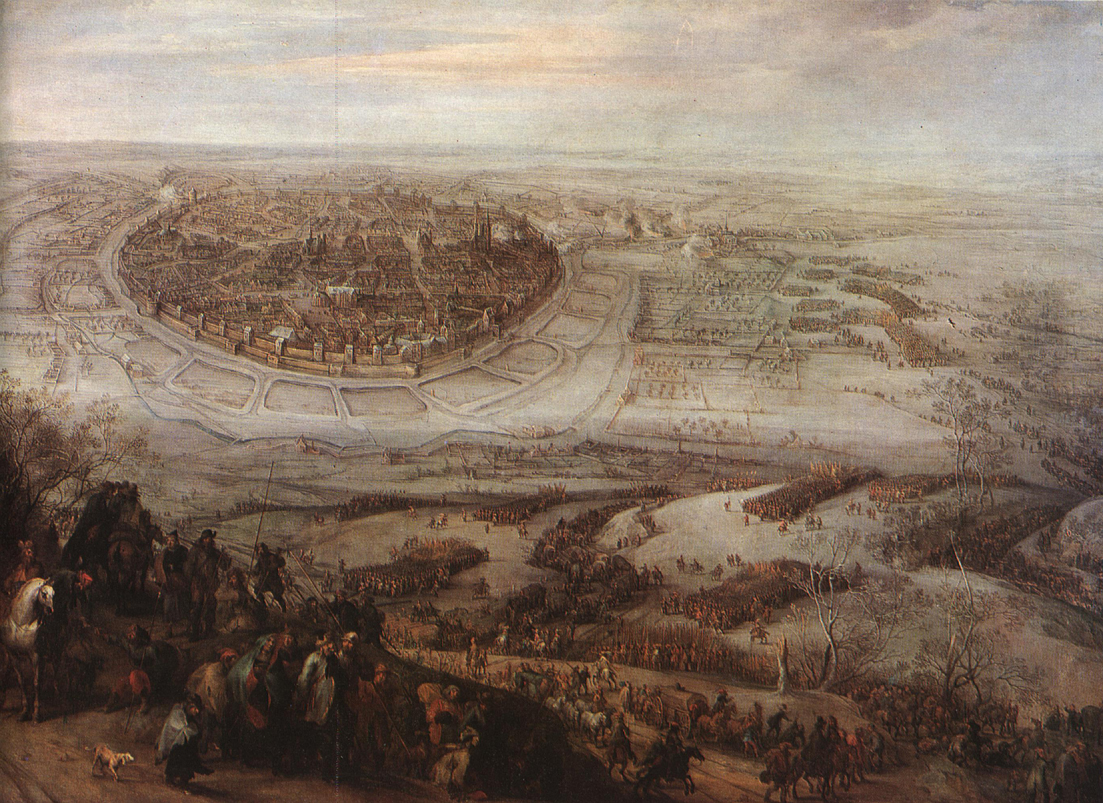
Der Entsatz von Freiberg in Meißen (1648).

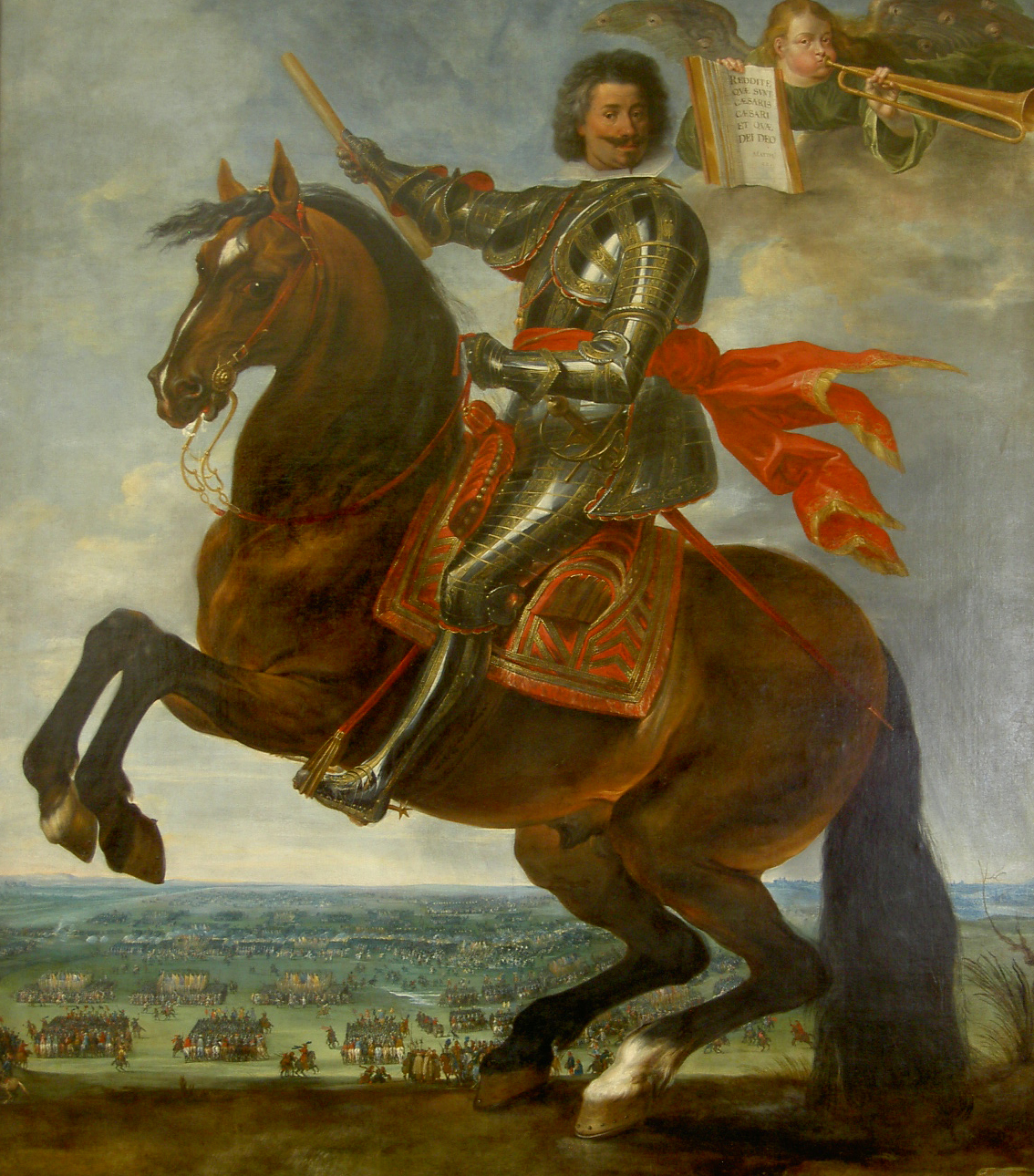
Porträt Charles Bonaventure de Longueval, Comte de Bucquoy in der Schlacht am Weißen Berg

## Werke (Auszug)
- Die Schlacht am Weißen Berg. Öl auf Leinwand, Bayerisches Armeemuseum Ingolstadt.
- Reitergefecht, nach 1634, Öl auf Leinwand, 74,5 × 109,2 cm, The Trustees of Dulwich Picture Gallery, London[7]
- Die Schlacht bei Lützen. Öl auf Leinwand, 202 × 282 cm. KHM, Inv. Nr. GG1820 als Dauerleihgabe im Heeresgeschichtlichen Museum Wien.
- Der Entsatz von Löwen. Öl auf Leinwand, 202 × 286 cm. KHM, Inv. Nr. GG18120 als Dauerleihgabe im Heeresgeschichtlichen Museum Wien.
- Der Übergang über die Somme. Öl auf Leinwand, 202 × 284 cm. KHM, Inv. Nr. GG1823 als Dauerleihgabe im Heeresgeschichtlichen Museum Wien.
- Der Entsatz von St. Omer. Öl auf Leinwand, 201 × 284 cm. KHM, Inv. Nr. GG1813 als Dauerleihgabe im Heeresgeschichtlichen Museum Wien.
- Der Angriff auf Grancourt bei Thionville. Öl auf Leinwand, 199 × 270 cm. KHM, Inv. Nr. GG1816 als Dauerleihgabe im Heeresgeschichtlichen Museum Wien.
- Die Schlacht bei Thionville. Öl auf Leinwand, 202 × 267 cm. KHM, Inv. Nr. GG1814 als Dauerleihgabe im Heeresgeschichtlichen Museum Wien.
- Die Niederlage bei Grancourt. Öl auf Leinwand, 202 × 281 cm. KHM, Inv. Nr. GG1815 als Dauerleihgabe im Heeresgeschichtlichen Museum Wien.
- Die Einnahme der Stadt Neunburg am Walde. Öl auf Leinwand, 202 × 267 cm. KHM, Inv. Nr. GG1817 als Dauerleihgabe im Heeresgeschichtlichen Museum Wien.
- Der Posto bei Preßnitz. Öl auf Leinwand, 202 × 267 cm. KHM, Inv. Nr. GG1618 als Dauerleihgabe im Heeresgeschichtlichen Museum Wien.[8]
- Die Belagerung von Einbeck. Öl auf Leinwand, 202 × 285 cm. KHM, Inv. Nr. GG1819 als Dauerleihgabe im Heeresgeschichtlichen Museum Wien.
- Der Entsatz von Freiberg in Meißen. Öl auf Leinwand, 202 × 264 cm. KHM, Inv. Nr. GG1821 als Dauerleihgabe im Heeresgeschichtlichen Museum Wien.
- Die Affäre bei München. Öl auf Leinwand, 203 × 280 cm. KHM, Inv. Nr. GG1822 als Dauerleihgabe im Heeresgeschichtlichen Museum Wien.
- Einschließung einer Stadt. Öl auf Leinwand, 106 × 137 cm – Heeresgeschichtliches Museum, Wien
- Belagerung einer Festung. Öl auf Leinwand, 106 × 137 cm – Heeresgeschichtliches Museum, Wien
- Überfall schwedischer Reiter auf eine Trosskolonne. Öl auf Leinwand, 74 × 104 cm – Heeresgeschichtliches Museum, Wien
- Große Reiterschlacht. Öl auf Leinwand, 194 × 262 cm – Kunsthistorisches Museum Wien, Gemäldegalerie – Inv.-Nr. GG_628
- Die Belagerung von Valenza del Po. Öl auf Leinwand, 165 × l92 cm – Deutsches Historisches Museum, Berlin – Inv.-Nr.: Gm 94/2
- Porträt Charles Bonaventure de Longueval, Comte de Bucquoy in der Schlacht am Weißen Berg. Öl auf Leinwand, Schloss Rohrau, Graf Harrach´sche Familiensammlung.[9]

## Galerie
Besonders hervorhebenswert sind die für Pieter Snayers typischen Vordergrundgruppen in seinen topografisch-analytischen Schlachtenbildern. Hier schildert der Künstler abseits des ansonsten exakt wiedergegebenen Schlachtengeschehens erschütternde, erheiternde und alltägliche Episoden des militärischen Genre im Dreißigjährigen Krieg:

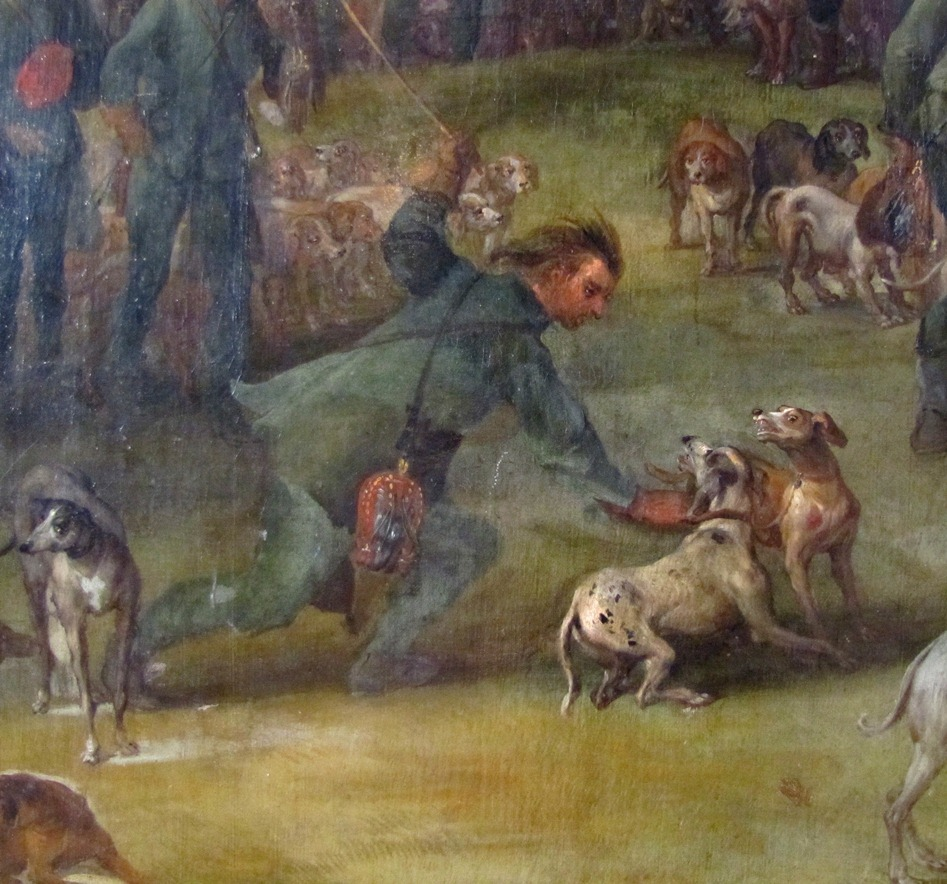
Detail aus: „Die Affäre bei München“, Soldat mit Hunden.
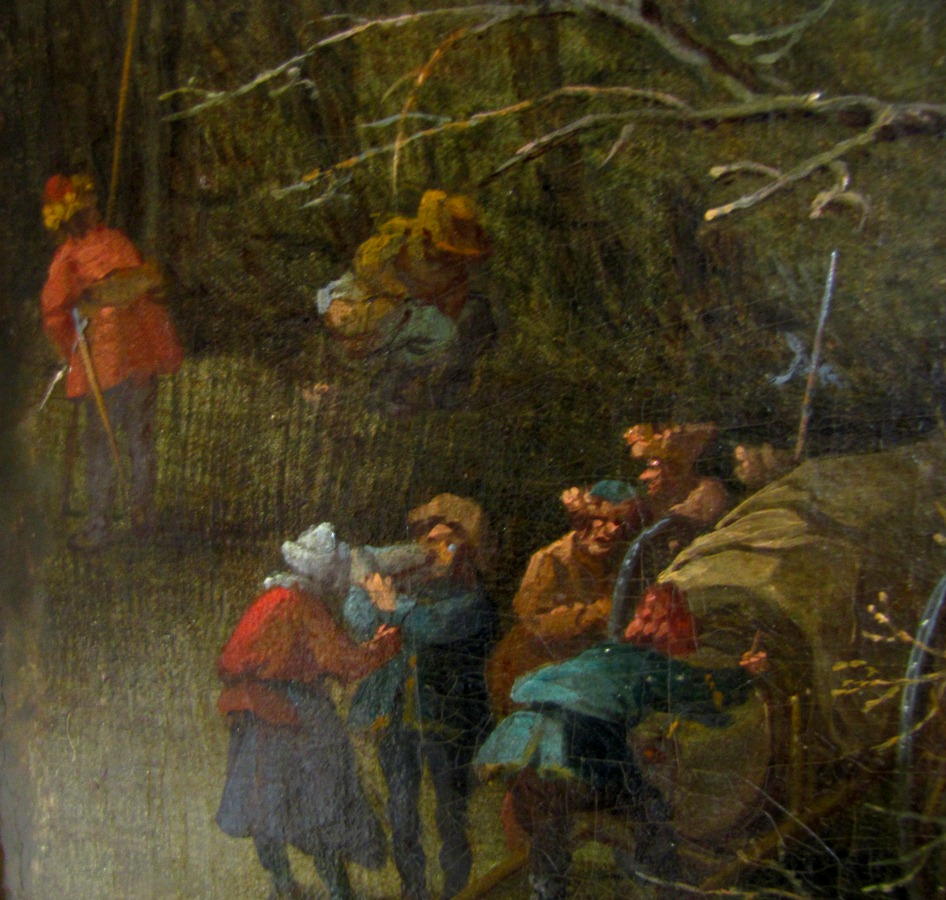
Detail aus: „Die Einnahme von Neunburg“, zechende und sich entleerende Soldaten.
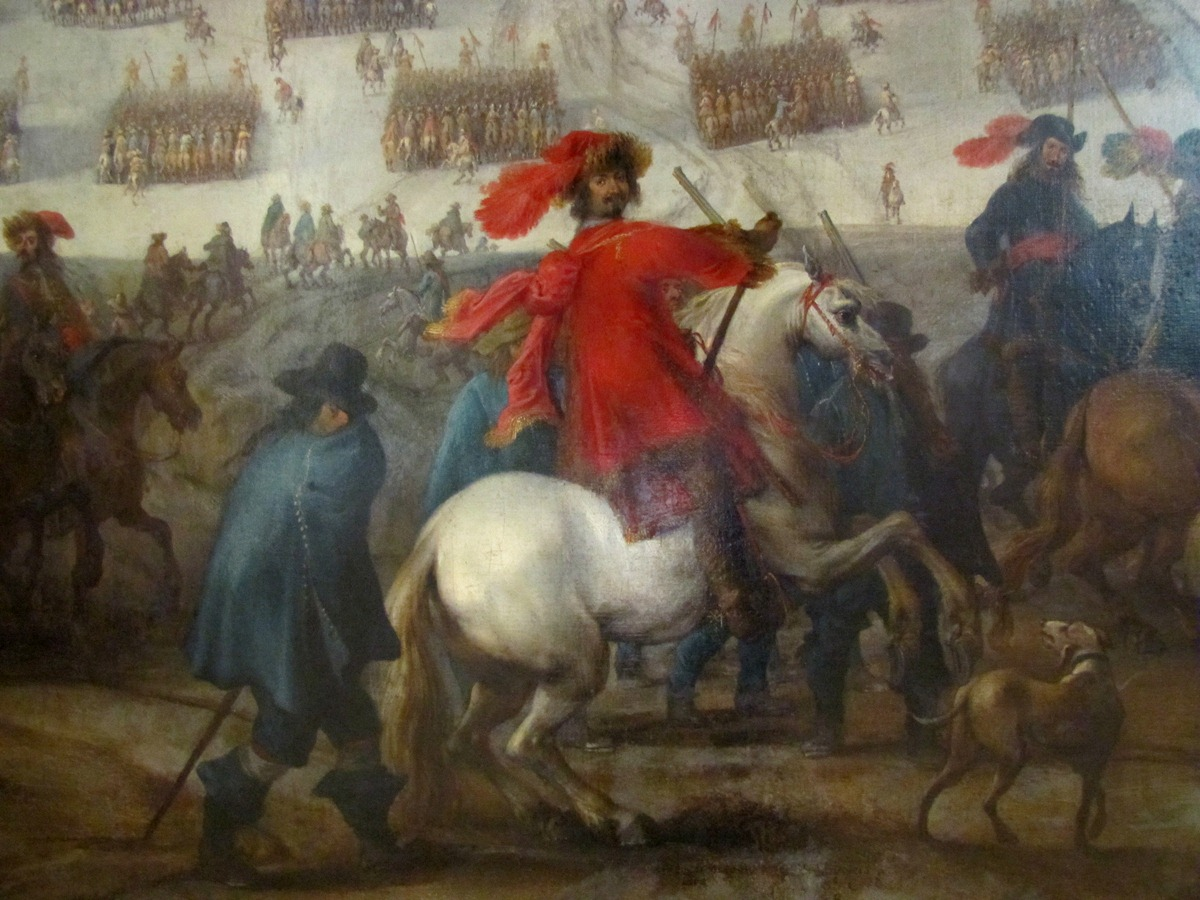
Detail aus: „Der Posto bei Preßnitz“, Ottavio Piccolomini.
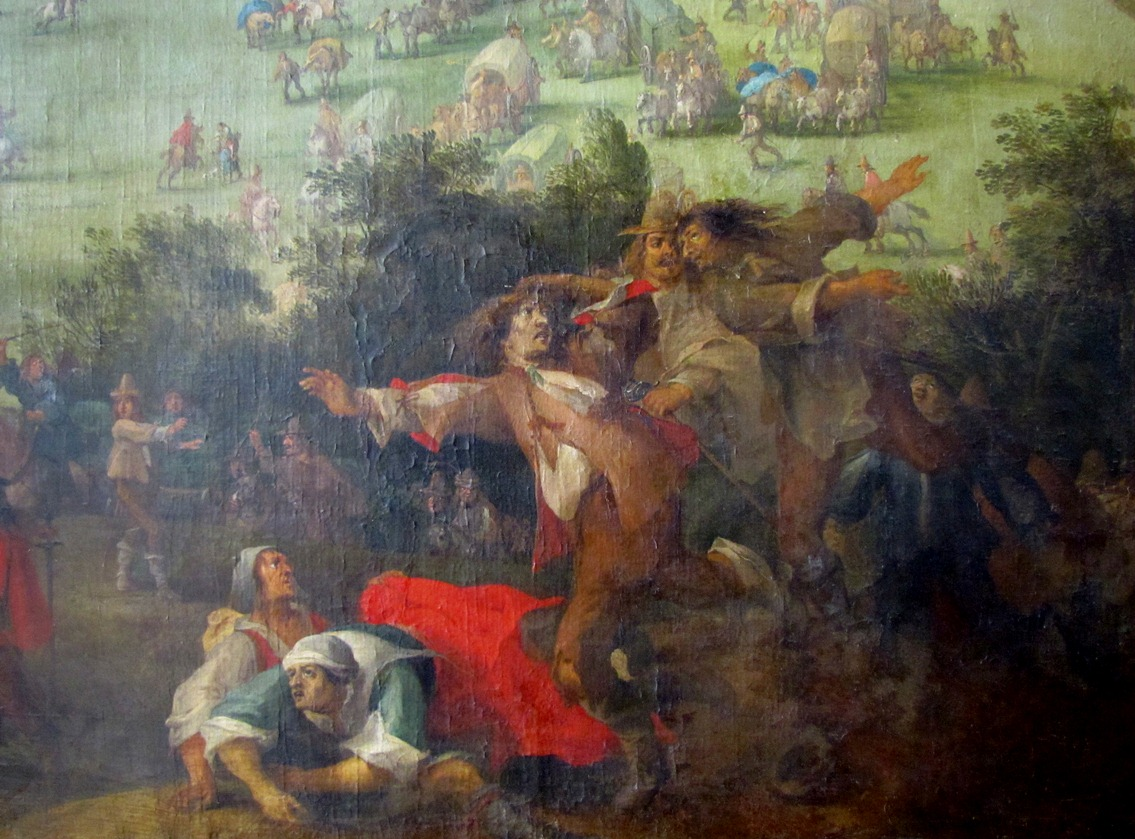
Detail aus: „Die Schlacht bei Thionville“, flüchtende Soldaten.
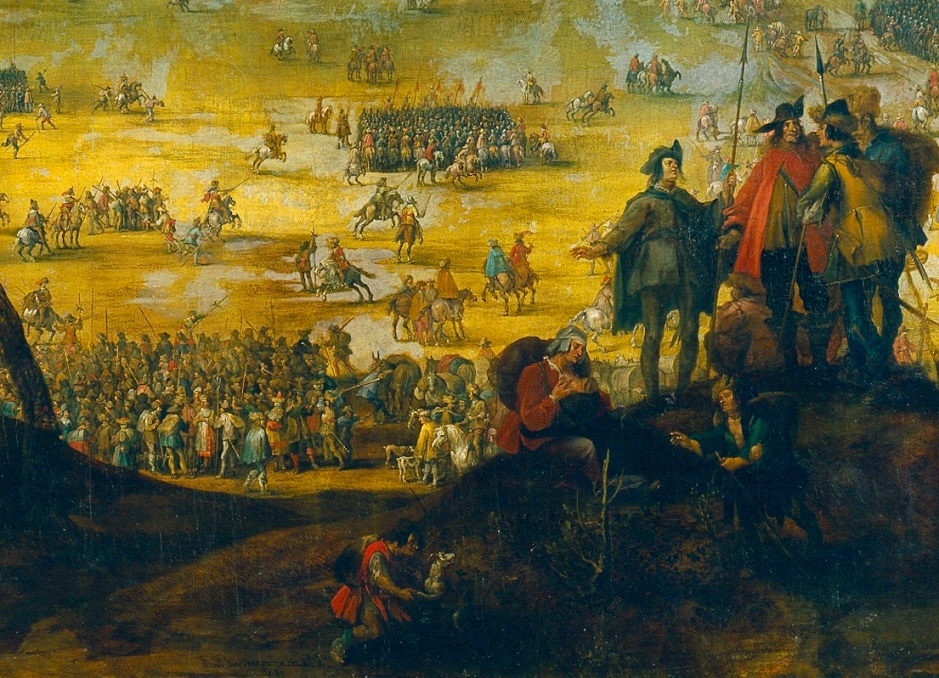
Detail aus: „Die Schlacht bei Lützen“, stillende Mutter und hungernde Soldaten.